# 仏米同盟条約
仏米同盟条約（ふつべいどうめいじょうやく、アメリカ合衆国では単に同盟条約、英: Treaty of Alliance (1778)、仏: Traité d'alliance (1778)、またはフランスとの同盟条約、英: The Treaty of Alliance with France、仏: Traité d'alliance franco-américaine、と呼ばれる）は、アメリカ独立戦争の最中に結ばれたフランスとアメリカ合衆国の間の防衛同盟である。
イギリス軍に攻撃された場合に互いの軍事的な支援を無期限に約束した。

## 締結
1778年2月6日、パリのオテル・ド・クリヨンで、フランス国王ルイ16世と、当時のアメリカ合衆国政府を代表する第二次大陸会議の代表団が、仏米友好通商条約と共にこの条約に調印した。この同盟は1800年のモルトフォンテーヌ条約の締結まで続いた。
ただし、1798年にアメリカ合衆国議会が条約を無効としており、またルイ16世はフランス革命で処刑されていた。

## 背景
1776年にアメリカのイギリス領13植民地がイギリスからの独立を宣言したとき、その最も同盟者となりそうな相手は、イギリスと長い間敵対関係にあり、植民地争奪ではライバルであるフランスだった。フランスはフレンチ・インディアン戦争で、イギリスのためにアメリカ大陸にあった領土の大半を失っていた。ヨーロッパにおける列強の力関係を揺るがした七年戦争におけるイギリスの勝利で警告を受けたフランス指導層は、その戦争を終わらせた1763年のパリ条約以来、報復のための戦争を計画していた。フランスの外務大臣ショワズールは、スペインと同盟することでこれが叶うとみなし、フランス・スペイン同盟軍でイギリスを侵略することを想定していた。ショワズールは1770年に起こった南大西洋のフォークランド危機の時に戦争を始める用意ができていたが、ルイ16世がイギリス海軍の動員に警告を受けて、ショワズールを解任し、取り止めになった。
結果的に、ジョン・アダムズがフランスと将来の独立植民地であるアメリカとの間に通商条約を模索して、その条件を書き始めたが、これでは植民地におけるフランス軍の存在と植民地事情に関わるフランスの権限の見込みを否定していた。1776年9月25日、大陸会議はベンジャミン・フランクリンが率いる使節団に、アダムズが起草した条約をもとにフランスとの条約を求めるよう命令した。アダムズの原稿は後にモデル条約として正式なものになり、フランスとの互恵的貿易関係の樹立を目指したが、フランス政府からの軍事的援助の可能性は否定していた。アメリカの使節団はフランスから直接軍事的支援を求めないよう命令されていたが、フランスとの最恵国待遇の貿易関係を築くよう指示されており、さらに付加的な軍事支援も求めた。さらにスペインの代表団には、スペインが米西同盟を結ぶことを期待して、アメリカがアメリカ大陸におけるスペインの領土を獲得する野望が無いことを確信させるよう奨励された。
アメリカが独立宣言を発し、イギリス軍がボストンを明け渡したという報せがフランスに届くと、当初は同盟に対して積極的だったが、フランスの外務大臣ヴェルジェンヌ伯爵は、イギリス軍がニューヨークでジョージ・ワシントン軍に勝利したという報せを聞くと正式なアメリカとの同盟条約の調印を延期した。ベンジャミン・フランクリンは、フランスにおけるアメリカ側の同調者を盛り上げるために大陸会議が設立した機密通信員会の援助により、またフランス社会での共和主義的単純さのモデルとしての自身の立場を使い、ヴェルジェンヌから秘密の借金と内密の軍事援助を引き出すことに成功したが、フランスがスペインとの同盟を交渉していたので、正式な同盟条約の締結交渉は延期せざるを得なかった。

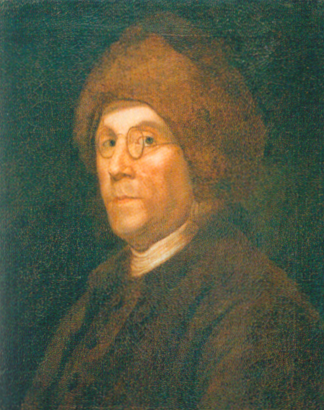
ベンジャミン・フランクリン、フランスにおけるその貴族的なスタイルが、アメリカ独立戦争におけるフランスの支援を得ることに繋がった

イギリス軍がサラトガの戦いで敗北し、イギリスからフランクリンに秘密の和平提案が行われているという噂が大きくなると、フランスはこの機会を捉えてスペインとの交渉を放棄し、アメリカとの正式な同盟の検討を始めることにした。ルイ16世から公式の同盟交渉を始める了解を得たことで、アメリカは1778年1月にイギリスの和解提案を拒否し、友好通商条約と同盟条約の調印に繋がる交渉を始めた。

## 条約における合意事項
同盟条約はフランスにとって実質的に保険政策となるものだった。それは当時フランスと休戦状態にあったイギリスが、「直接的敵対行為で、あるいは通商と航行を（妨げる）ことで」その休戦を破った場合に、アメリカ合衆国の支援を保障するものだった。条約にはこの軍事同盟の諸条件が記され、イギリスと将来和平協定が結ばれた場合の要求事項を定め、また将来「イギリスから危害を及ぼされる可能性のある」スペインなどヨーロッパ諸国との同盟交渉の道を開く秘密の条項が含まれていた。

### 第1条 – 4条: 防衛同盟の条件
条約の最初の条項は、アメリカ独立戦争の敵対関係が続く間に、フランスとイギリスの間に戦争が始まったとした場合に、フランスとアメリカ合衆国の間に互いの軍事力を結集して軍事同盟が結成され、「上記アメリカ合衆国の自由、主権および絶対的で無制限の(独立）と、さらに通称に関する（政府の）事項」を維持することを直接の目的として尽力する、とされていた。

### 第5条 – 9条: イギリスとの和平協定の諸条件
条約のこの部分は、軍事作戦に成功してイギリスから獲得した領土、あるいは署名した諸国との敵対関係を終わらせる和平条約で、イギリスが割譲した領土を前もって分けるために使われている。
アメリカ合衆国は北アメリカで所有することのできる領土およびバミューダ諸島の支配を実質的に補償されるが、七年戦争の後でフランスが領有しているサンピエール島・ミクロン島を除いていた。これはフランス国王ルイ16世が、「バミューダ諸島の領有、並びに北アメリカの如何なる領土でも、1863年のパリ条約の前に、あるいはその条約に従って、イギリス国王に、あるいはこれまでイギリス植民地と呼ばれていたアメリカ合衆国に属すると認められた領土、あるいは現時点でまたは最近イギリス国王の権力化に入った領土についての領有を」放棄したからだった。その見返りにルイ16世はフランスが領有しうる「メキシコ（湾）あるいはその（湾）に近い諸島」を補償されている。
さらに別の条項で、フランスもアメリカも紛争の間に行った互いの奉仕にたいして、如何なる補償も求めないこと、また両国は互いの同意無しに、さらにアメリカ合衆国の独立がイギリスに認められる保障なしに、戦いを止めないこと、イギリスとの和平条約に調印しないことが定められている。

### 第10条: 他国に対する招請
第10条は、ほとんどスペインに向けられたものだが、「イングランドから危害を受けることになった」他国を、同盟に加えるために諸条件を交渉する目的で招請することを定めている。

### 第11条: 領土に対する公約
第11条は、将来両国が領有する領土を公約している。アメリカ合衆国はフランスが現在主張している領有権および戦争中に獲得する領土の領有権を、全ての他国に対して、フランスを支援することを保障し、フランスは見返りにアメリカ合衆国国土の領有権を支持し、合衆国の「自由、主権および絶対的かつ無制限の独立と、さらに通称に関する政府の事項」を支援することを公約している。

### 第12条 – 13条: 条約の発効日、批准、署名した代表団
第12条は、フランスとイギリスの間に宣戦が布告されたときにのみ条件付条約の合意が発効すること、アメリカ独立戦争が終わったときに条約に規定する土地と外交の保障を行い、両国の領土所有を正式に確立する和平条約とすることが定められている。

## その後の経過

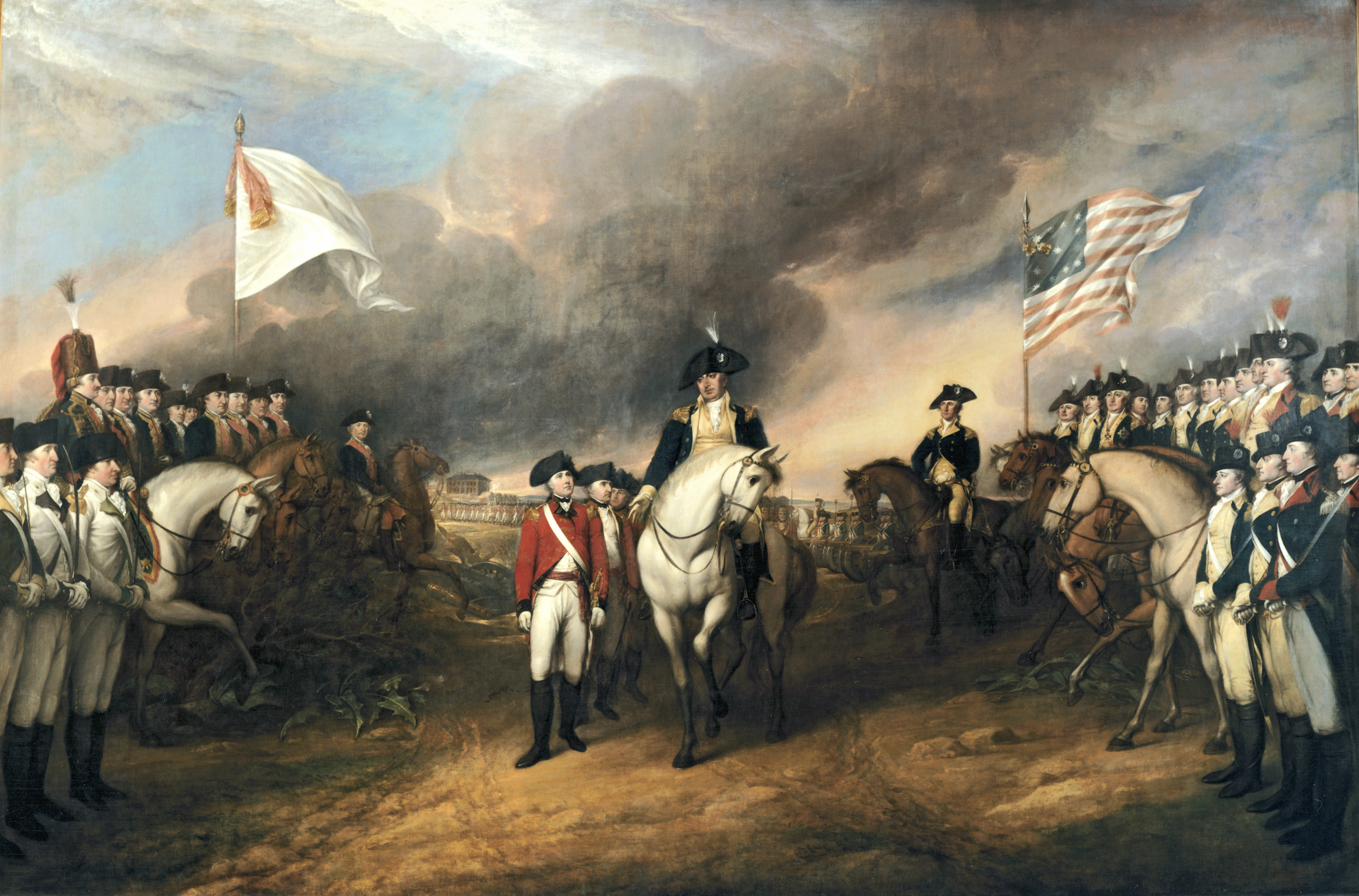
ヨークタウンにおけるチャールズ・コーンウォリス将軍の降伏、ジョン・トランブル画、1820年

1778年3月17日、この日はフランスの駐英大使がイギリス政府に対し、アメリカ合衆国を独立国家として公式に認め、同盟条約と友好通商条約を結んだことを伝えた4日後だったが、イギリスはアメリカ独立戦争に直接関わっているフランスに対して宣戦布告した。フランスが戦争に参入したことが引き金となり、1779年4月12日にアランヘス条約に調印した後でスペインがフランスの同盟国としてイギリスとの戦争状態に入り、さらには1780年12月、フィールディングとバイラントの事件中に禁制品をフランスに運んでいるとしたオランダ商船をイギリスが捕獲した後で、イギリスはネーデルラント連邦共和国に対して宣戦布告した。フランスはアメリカとの同盟条約に調印した後、大陸軍にとって是非とも必要だった武器、弾薬および制服を供給した。さらに西インド諸島での軍事力を増強し、イギリスがカリブ海での勢力を確保するために北アメリカから陸軍と海軍の資源を割くように仕向けた。フランスが参戦したことは、ロシャンボー伯爵の指揮する10,800名の陸軍と、グラス伯爵の指揮するフランス艦29隻が、ジョージ・ワシントンとラファイエット侯爵の軍隊と合流し、イギリス軍コーンウォリス卿の軍隊を降伏させたヨークタウン包囲戦の成功で、その重要さが証明された。このことで戦争の残り期間は、北アメリカ大陸での戦闘を実質的に終わらせることができた。イギリスはアメリカ独立戦争の敵国に対し、個別に和平の交渉を行おうとしたが、スペイン、フランス、およびアメリカ合衆国はイギリスとの交渉を共同して行い、1783年のパリ条約で敵対関係を終わらせた。

### 両国関係の悪化
1783年のパリ条約の直後に、アメリカ側は条約の中で軍事同盟を終わらせる期日を決めていなかったことを疑問に思い始めた。それは条約が未来永劫に続くことを意味し、実質的にアメリカ合衆国とフランスの間の恒久的同盟を作ったことを意味していた。フランスと永久に結びつくことを嫌ったアメリカ人、特に財務長官のアレクサンダー・ハミルトンとその支持者である連邦党は、フランス革命を条約を公式に破棄する機会と捉えた。ヨーロッパ諸侯はフランス革命中にルイ16世が処刑されたことで、この条約は破棄されたと考える合意があったが、アメリカ合衆国大統領のジョージ・ワシントンはトーマス・ジェファーソンと共に、フランスの支配体制が変わっても条約は有効なままであると宣言した。
ワシントン政権は条約が有効なままであると宣言したが、ワシントン大統領の中立宣言とそれに続く1794年中立維持法によって、実質的に条約の軍事条項は無効化し、二国間の関係が次第に悪化する時期の始まりとなった。フランスの新しい大使エドモンド＝シャルル・ジュネは、市民ジュネ事件の間にスペインの領土とイギリスの軍艦を攻撃するために、民兵隊を立ち上げ私掠船を用いようとしたが、ワシントンの中立宣言でフランスに対する世論を変え、長い間フランス贔屓で国務長官を務めていたトーマス・ジェファーソンを辞任に追い込むことになった。さらに1794年のロンドン条約、通称ジェイ条約に調印することで、多くのフランス人は、アメリカ独立戦争の間にその独立のために戦うアメリカにフランスが与えた支援にも拘わらず、アメリカ合衆国がイギリスの要求に屈し、フランスを捨てた裏切り者であると確信した。
ジョージ・ワシントンの辞任挨拶で、同盟関係がさらに悪化した。ワシントンはこの挨拶文で、アメリカ合衆国は条約の軍事条項を遂行する必要が無いこと、さらに同盟条約の結果として、現在フランスと結んでいるような恒久的な同盟の危険性について警告した。この条約に対する大衆の反感はジョン・アダムズ大統領のときに最高に達し、XYZ事件の最中にフランスがアメリカの全権使節を拒み、関係正常化を拒んだ後で、1798年7月7日にアメリカ合衆国議会によって条約の公式な破棄が宣せられた。フランスがフランス革命戦争の間にアメリカ海軍の艦船を捕獲したことに対する報復として、アダムズ内閣が擬似戦争と呼ばれるフランスに対する宣戦布告なき戦いを遂行することで、実質的に同盟条約を無効化し、フランス政府のみによって維持されている軍事同盟について、「非公式に」戦争状態にある二国間の「公式の」宣言と表現された。

### 同盟条約の破棄
両国関係が悪化し、相互の公式および大衆感情は悪化していたが、正式に両国がこの条約を破棄したのは、モルテフォンテーヌ条約、通称1800年協定への調印を行った1800年9月30日になってからだった。これで1778年に始まったフランスとアメリカの軍事同盟が終わった。